# Ferrari F2002
De Ferrari F2002 was een Formule 1-bolide van Scuderia Ferrari voor het seizoen 2002. Rory Byrne en Ross Brawn ontwierpen de auto. De auto bleek onverslaanbaar en won in totaal 15 van de 19 races. Michael Schumacher pakte zijn vijfde wereldtitel en evenaarde daarmee het record van de legendarische coureur Juan Manuel Fangio.

## Formule 1-resultaten
| Resultaat                     |
| ----------------------------- |
| Winnaar                       |
| Tweede plaats                 |
| Derde plaats                  |
| Gefinisht (punten)            |
| Gefinisht (geen punten)       |
| Niet geklasseerd (NC)         |
| Uitgevallen (DNF)             |
| Niet gekwalificeerd (DNQ)     |
| Gediskwalificeerd (DSQ)       |
| Niet gestart (DNS)            |
| Gewond (INJ)                  |
| Uitgesloten (EX)              |
| Teruggetrokken (WD)           |
| Niet deelgenomen (blanco cel) |
| vetgedrukt (pole position)    |
| cursief (snelste ronde)       |

| Jaar | Chassis        | Motor       | Banden | Coureurs           | 1                 | 2                 | 3                 | 4   | 5                               | 6                               | 7                               | 8                               | 9                               | 10                              | 11                              | 12                              | 13                              | 14                              | 15                              | 16                              | 17  | Punten | WK-plaats |
| ---- | -------------- | ----------- | ------ | ------------------ | ----------------- | ----------------- | ----------------- | --- | ------------------------------- | ------------------------------- | ------------------------------- | ------------------------------- | ------------------------------- | ------------------------------- | ------------------------------- | ------------------------------- | ------------------------------- | ------------------------------- | ------------------------------- | ------------------------------- | --- | ------ | --------- |
| 2002 | Ferrari F2002  | Ferrari V10 | B      |                    | AUS               | MAL               | BRA               | SMR | SPA                             | OOS                             | MON                             | CAN                             | EUR                             | GBR                             | FRA                             | DUI                             | HON                             | BEL                             | ITA                             | USA                             | JPN | 221*   | Goud      |
| 2002 | Ferrari F2002  | Ferrari V10 | B      | Michael Schumacher | Met Ferrari F2001 | Met Ferrari F2001 | 1                 | 1   | 1                               | 1                               | 2                               | 1                               | 2                               | 1                               | 1                               | 1                               | 2                               | 1                               | 2                               | 2                               | 1   | 221*   | Goud      |
| 2002 | Ferrari F2002  | Ferrari V10 | B      | Rubens Barrichello | Met Ferrari F2001 | Met Ferrari F2001 | Met Ferrari F2001 | 2   | DNS                             | 2                               | 7                               | 3                               | 1                               | 2                               | DNS                             | 4                               | 1                               | 2                               | 1                               | 1                               | 2   | 221*   | Goud      |
| 2003 | Ferrari F2002B | Ferrari V10 | B      |                    | AUS               | MAL               | BRA               | SMR | SPA                             | OOS                             | MON                             | CAN                             | EUR                             | FRA                             | GBR                             | DUI                             | HON                             | ITA                             | USA                             | JPN                             |     | 158**  | Goud      |
| 2003 | Ferrari F2002B | Ferrari V10 | B      | Michael Schumacher | 4                 | 6                 | DNF               | 1   | Gereden met de Ferrari F2003-GA | Gereden met de Ferrari F2003-GA | Gereden met de Ferrari F2003-GA | Gereden met de Ferrari F2003-GA | Gereden met de Ferrari F2003-GA | Gereden met de Ferrari F2003-GA | Gereden met de Ferrari F2003-GA | Gereden met de Ferrari F2003-GA | Gereden met de Ferrari F2003-GA | Gereden met de Ferrari F2003-GA | Gereden met de Ferrari F2003-GA | Gereden met de Ferrari F2003-GA |     | 158**  | Goud      |
| 2003 | Ferrari F2002B | Ferrari V10 | B      | Rubens Barrichello | DNF               | 2                 | DNF               | 3   | Gereden met de Ferrari F2003-GA | Gereden met de Ferrari F2003-GA | Gereden met de Ferrari F2003-GA | Gereden met de Ferrari F2003-GA | Gereden met de Ferrari F2003-GA | Gereden met de Ferrari F2003-GA | Gereden met de Ferrari F2003-GA | Gereden met de Ferrari F2003-GA | Gereden met de Ferrari F2003-GA | Gereden met de Ferrari F2003-GA | Gereden met de Ferrari F2003-GA | Gereden met de Ferrari F2003-GA |     | 158**  | Goud      |
| Jaar | Chassis        | Motor       | Banden | Coureurs           | 1                 | 2                 | 3                 | 4   | 5                               | 6                               | 7                               | 8                               | 9                               | 10                              | 11                              | 12                              | 13                              | 14                              | 15                              | 16                              | 17  | Punten | WK-plaats |

* 14 van de 221 punten werden met de Ferrari F2001 behaald. De andere 205 werden met de Ferrari F2002 gescoord.
** 32 van de 158 punten werden gescoord met de Ferrari F2002B, de overige 126 punten werden met de Ferrari F2003-GA behaald.

### Eindstand coureurskampioenschap

#### 2002
- Michael Schumacher: 1e (144 pnt)
- Rubens Barrichello: 2e (77 pnt)

#### 2003
- Michael Schumacher: 1e (93 pnt)
- Rubens Barrichello: 4e (65 pnt)